# Všehrdy (Chomutovi járás)
Všehrdy település Csehországban, Chomutovi járásban. Všehrdy Droužkovice, Březno, Hrušovany, Nezabylice és Údlice településekkel határos. Lakosainak száma 156 fő (2024. január 1.).

## Népesség
A település lakosságának változását az alábbi diagram mutatja:
| Lakosok száma | 197  | 260  | 239  | 165  | 111  | 623  | 158  | 158  | 535  | 156  |
|               | 1869 | 1900 | 1921 | 1961 | 1980 | 2011 | 2016 | 2019 | 2021 | 2024 |